# 伊達泰宗
伊達泰宗（1959年2月9日—）是伊達政宗起計第18代伊達家當家，伊達氏宗家第34代當家。

## 簡介
伊達泰宗出生於東京都，是第33代當家伊達貞宗的長子。雖然在東京長大，但在父親逝世後遷到宗家原居地仙台市居住。
伊達泰宗雖然沒有讀完大學（宮城教育大學中途退學），但他是歷史專家，並擔任多項公職，包括瑞鳳殿資料館館長、伊達泰山文庫主宰、東北放送文化事業團理事等。而每年5月於仙台市舉辦的「仙台·青葉祭」中，伊達泰宗會在先頭集團中帶領武士隊（仙台藩士會）參與巡遊。
伊達泰宗努力修復家族的歷史遺產，並編寫關於家族歷史的書籍及論文。此外，伊達泰宗曾監製1987年於日本放送協會播放有關初代仙台藩主伊達政宗一生的大河劇「獨眼龍政宗」，其名字亦於片頭的鳴謝字幕中出現。
1994年10月3日，他與淺野氏當主淺野長孝舉行仙台藩流派(石州流)的和解茶禮，化解自安土桃山時代起共398年來的兩家的恩怨，一度成為話題。

## 外部連結
- 伊達政宗博物誌 伊達家伯記念會 （页面存档备份，存于）（日語）